# Fort Worth
Fort Worth nagyváros az Amerikai Egyesült Államokban, Tarrant megye székhelye Texas államban.
Fort Worth Texas állam 5. legnagyobb városa, és a teljes Amerikai Egyesült Államok 13. legnagyobbja. Az állam északi részén helyezkedik el, területe több mint 780 km², mely Tarrant és Denton megyékbe egyaránt beletartozik. A város népessége 2010-ben elérte a 741 206 főt, azonban mára már a 900 000-et is meghaladja (2019). Fort Worth a Dallas–Fort Worth–Arlington terület második legnagyobb kulturális és gazdasági centruma. A nagyvárost körülvevő vidékek számos üzleti lehetőséggel és egyéb látványosságokkal kecsegtetnek.
Fort Worth város eredetileg a hadsereg egyik előőrseként szolgált. Egy domb tetején helyezkedett el, kitűnő kilátást nyújtva a Trinity folyóra. A város még ma is őrzi nyugati örökségét, a hagyományos építészetet és tervezést.
A településen található az Union Pacific Railroad egyik rendezőpályaudvara.

## Földrajza

### Éghajlat
Fort Worth-ben szubtrópusi időjárás a jellemző, a legmelegebb nap a városban 1980. június 26-án volt, amikor 45(!) Celsius-fokot mértek, viszont a leghidegebb 1899-ben volt, amikor is -22,2 Celsius-fok volt.

A városban nagyon sűrűn előfordul az ún. ''szupercellás zivatar'', amelyekből nagy jégeső szokott előfordulni, nem ritkák a tornádók sem.
| Hónap                         | Jan. | Feb. | Már. | Ápr. | Máj. | Jún. | Júl. | Aug. | Szep. | Okt. | Nov. | Dec. | Év   |
| ----------------------------- | ---- | ---- | ---- | ---- | ---- | ---- | ---- | ---- | ----- | ---- | ---- | ---- | ---- |
| Átlagos max. hőmérséklet (°C) | 12,3 | 15,6 | 20,2 | 24,4 | 28,4 | 32,8 | 35,2 | 34,9 | 30,9  | 25,5 | 18,4 | 13,6 | 24,4 |
| Átlagos min. hőmérséklet (°C) | 1,1  | 3,7  | 8,0  | 12,2 | 17,2 | 21,5 | 23,7 | 23,3 | 19,6  | 13,6 | 7,3  | 2,7  | 12,9 |
| Átl. csapadékmennyiség (mm)   | 48   | 60   | 78   | 81   | 131  | 82   | 54   | 52   | 62    | 104  | 65   | 65   | 882  |
| Forrás: NOAA                  |      |      |      |      |      |      |      |      |       |      |      |      |      |

## Demográfia
Fort Worth lakosságának 61%-a fehérbőrű, míg a ''nem latin-amerikai'' lakosok aránya 41%, a latin-amerikai lakók száma 34%, a fekete vagy afro-amerikaiak a város lakosságának csak 18%-át teszi ki, míg az itt élő ázsiai emberek aránya 3,7% Fort Worth-ben.
| Lakosok száma | 741 206 | 812 238 | 918 915 |
|               | 2010    | 2014    | 2020    |

## Sport
A városnak korábban volt egy baseball csapata, a Fort Worth Cats, amely sosem játszott az Major League Baseballban, hanem több amerikai baseball-bajnokságban megfordult, ezalatt a csapat 2005-ben megnyerte a Central Baseball League-t, valamint 2006-ban és 2007-ben az American Association baseball-bajnokságát nyerték meg, 126 év után, 2014-ben szűnt meg a csapat.
Ebben a városban található a Texas Motor Speedway, ahol elsősorban IndyCar Series és NASCAR futamokat rendeznek, a pályát 1995-ben kezdték építeni és 1996-ban már át is adták az oválpályát.

## Galéria

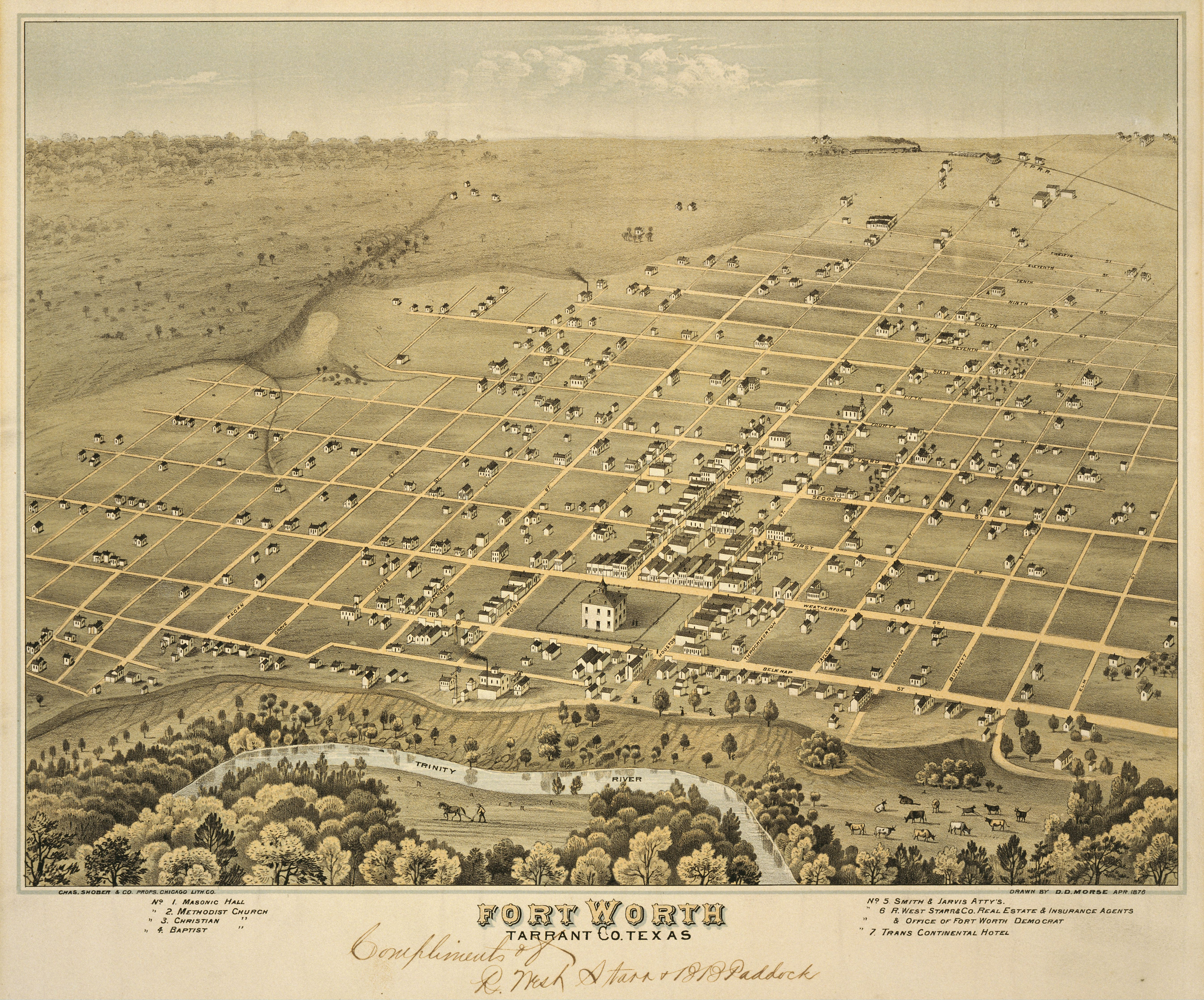
A város egy 1876-ban készült litográfián
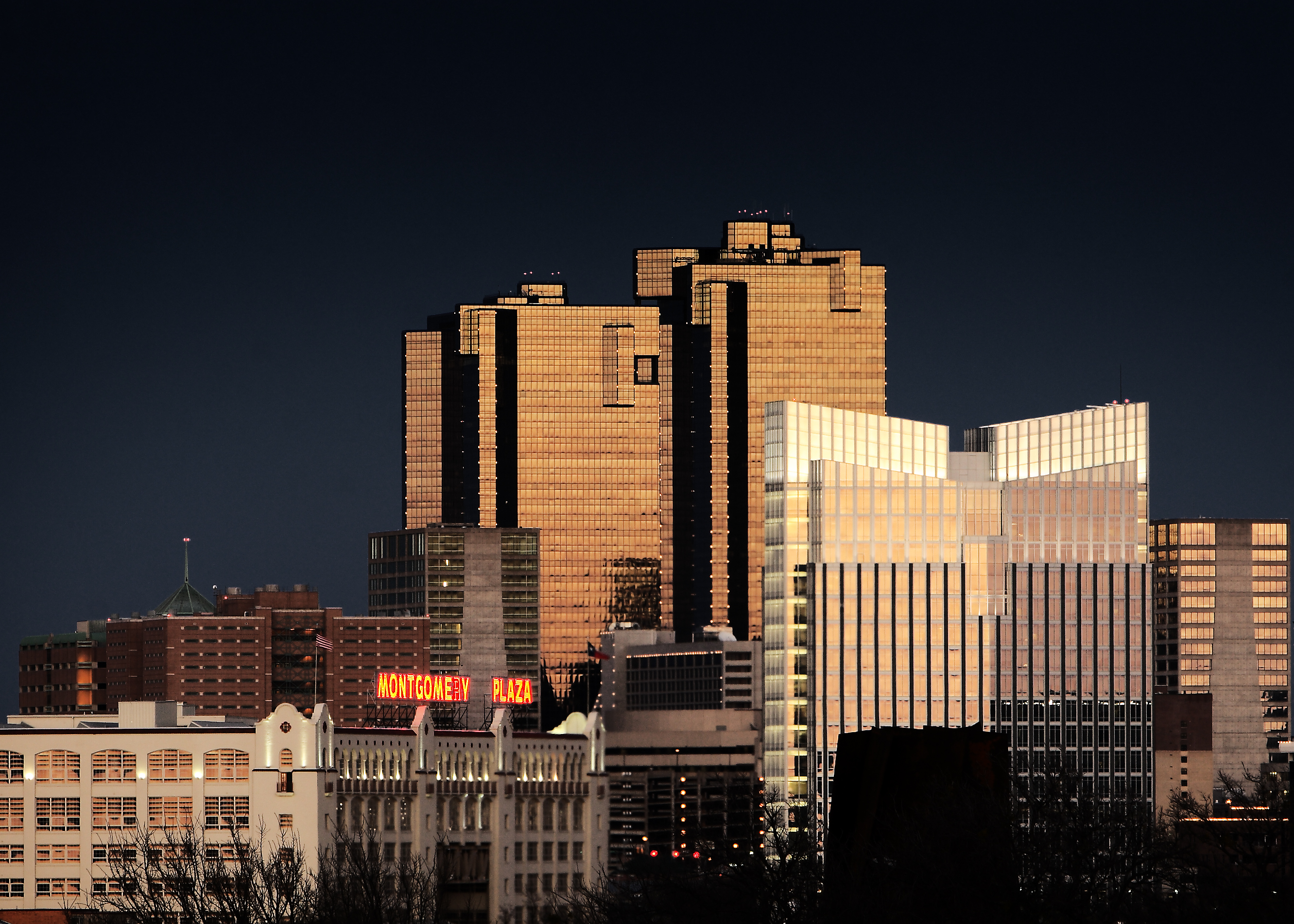
Fort Worth napnyugta után
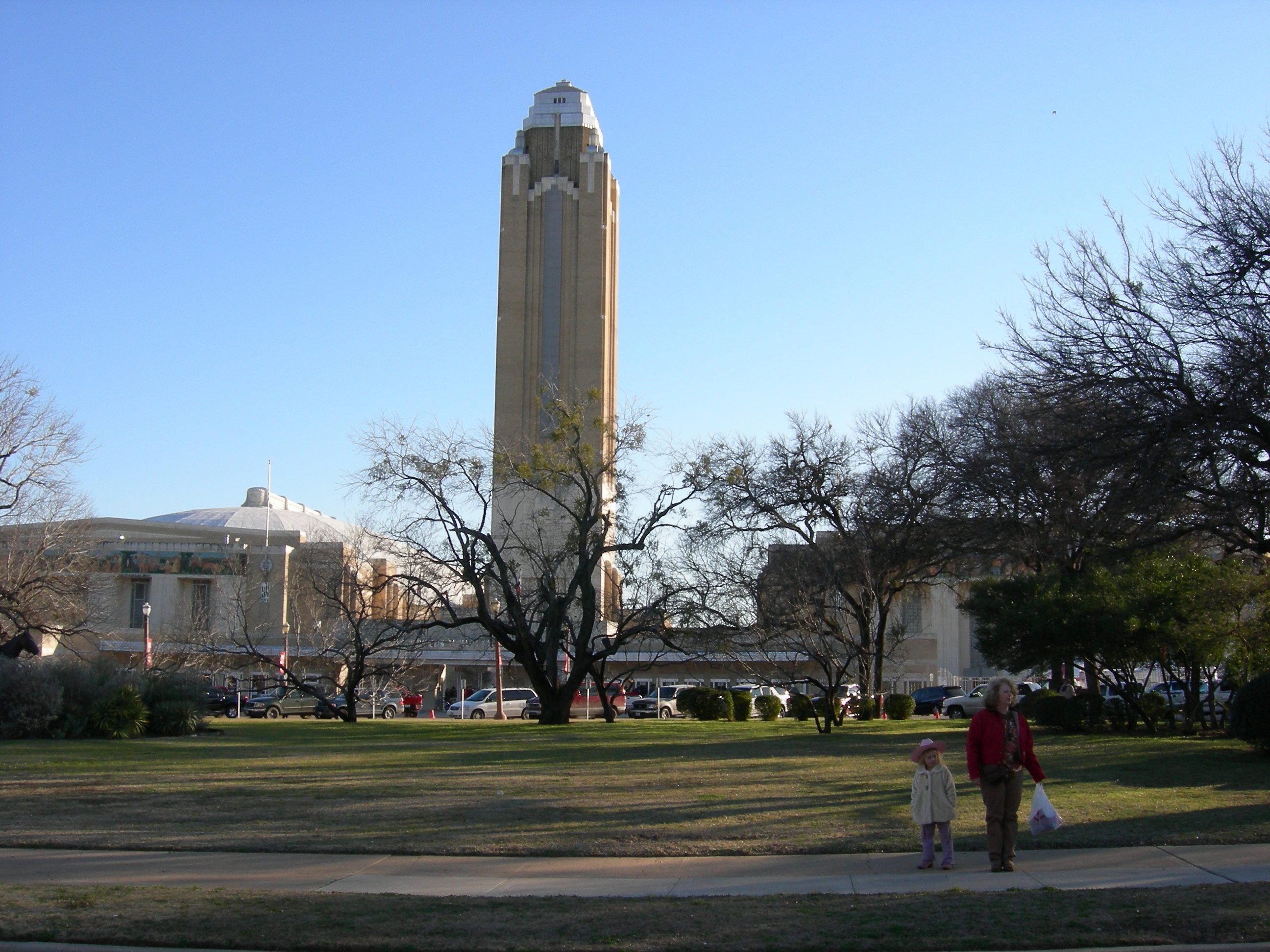
A Will Rogers emlékmű
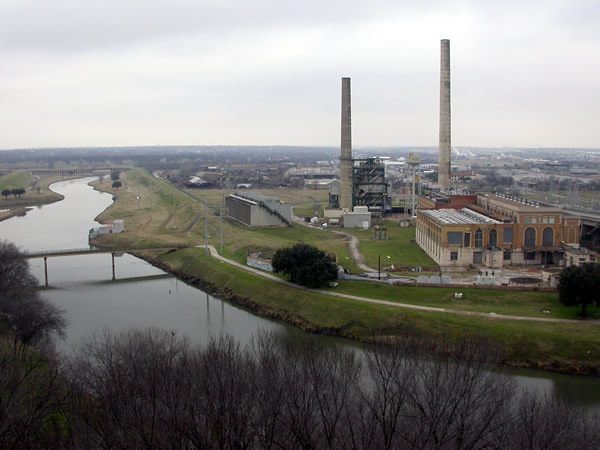
A Trinity folyó

## Testvérvárosok
Fort Worth tagja a Nemzetközi Testvérváros Programnak, így szoros gazdasági és kulturális kapcsolatot ápol a következő városokkal:
- Olaszország, Reggio Emilia (1985)
- Japán, Nagaoka (1987)
- Németország, Trier (1987)
- Indonézia, Bandung (1990)
- Magyarország, Budapest (1990)
- Mexikó, Toluca de Lerdo (1998)
- Szváziföld, Mbabane (2004)

## Fordítás
- Ez a szócikk részben vagy egészben  a   Fort Worth, Texas című angol Wikipédia-szócikk fordításán alapul.  Az eredeti cikk szerkesztőit annak laptörténete sorolja fel. Ez a jelzés csupán a megfogalmazás eredetét és a szerzői jogokat jelzi, nem szolgál a cikkben szereplő információk forrásmegjelöléseként.